# Руський Ятцаз
Руський Ятца́з (рос. Русский Ятцаз) — присілок у складі Алнаського району Удмуртії, Росія.

## Населення
Населення — 44 особи (2010; 49 в 2002).
Національний склад станом на 2002 рік:
- удмурти — 80 %

## Історія
За даними 10-ї ревізії 1859 року, в селі Стальний Ятцаз Єлабузького повіту в 42 дворах проживало 324 особи. В 1921 році присілок перейшло до складу Можгинського повіту. В 1924 році присілок увійшло в склад Кадіковської сільської ради Алнаської волості, а 1925 року — до Байтеряковської сільської ради. 1929 року присілок увійшло до складу Алнаського району. 26 квітня 1930 року в селі створено колгосп «Авангард». На 1931 рік він мав 412 га землі, була вівчарня, на 1933 рік в ньому було 46 господарств з чисельність 203 особи, він мав свинарню, олійню, крупорушку та шерстобитку. 1950 року колгосп був ліквідований і увійшов до складу нового ім. Калініна. 1963 року Байтеряковська сільська рада була ліквідована і присілок відійшло до Кучеряновської сільської ради, а в 1964 році, коли і та була ліквідована, — знову до Байтеряковської сільради.

## Урбаноніми[3]
- Вулиці — Російська